# Off the Record (Tinchy Stryder)
Off the Record è un singolo discografico del rapper britannico Tinchy Stryder, pubblicato nel 2011 e realizzato con la collaborazione dei DJ e produttori scozzesi Calvin Harris e Burns.

## Tracce
- Download digitale

1. Off the Record (Album Version) – 3:50
2. Off the Record (Raw Remix) – 6:55
3. Off the Record (High Level Remix) – 6:50
4. Off the Record (Steve More Remix) – 7:37
5. Off the Record (Music Video) – 3:30

## Video
Il videoclip della canzone è ambientato a Las Vegas.

## Classifiche
| Classifica (2011) | Posizione raggiunta |
| ----------------- | ------------------- |
| Regno Unito       | 24                  |